# Fresnoy-Folny
Fresnoy-Folny ist eine französische Gemeinde mit 689 Einwohnern (Stand: 1. Januar 2022) im Département Seine-Maritime in der Region Normandie; sie gehört zum Arrondissement Dieppe und ist Teil des Kantons Neufchâtel-en-Bray. 

## Geographie
Fresnoy-Folny liegt etwa 37 Kilometer ostsüdöstlich von Dieppe in der Landschaft Pays de Bray. Umgeben wird Fresnoy-Folny von den Nachbargemeinden Avesnes-en-Val im Norden und Nordwesten, Villy-sur-Yères im Norden, Grandcourt im Osten und Nordosten, Puisenval im Osten, Saint-Pierre-des-Jonquières im Süden und Südosten, Londinières im Süden und Südwesten, Wanchy-Capval im Westen und Südwesten sowie Les Ifs im Westen.

## Bevölkerungsentwicklung
| Jahr                      | 1962 | 1968 | 1975 | 1982 | 1990 | 1999 | 2006 | 2013 |
| Einwohner                 | 631  | 592  | 584  | 574  | 610  | 627  | 653  | 708  |
| Quelle: Cassini und INSEE |      |      |      |      |      |      |      |      |

## Sehenswürdigkeiten
- Kirche Notre-Dame in Fresnoy aus dem 19. Jahrhundert
- Kirche Saint-Martin in Folny aus dem 16. Jahrhundert